# 拜洛伊翁尼斯
拜洛伊翁尼斯，是匈牙利费耶尔州所辖的一个村。总面积4.54平方公里，总人口1128，人口密度248.5人/平方公里（2011年1月1日）。